# Olrogs wipstaart
De Olrogs wipstaart (Cinclodes olrogi) is een zangvogel uit de familie Furnariidae (ovenvogels). Deze vogel is genoemd naar de Zweeds/Argentijnse ornitholoog Claës Christian Olrog.

## Verspreiding en leefgebied
Deze soort is endemisch in het noordelijke deel van Centraal-Argentinië.

## Status
De grootte van de populatie is niet gekwantificeerd maar de soort wordt omschreven als algemeen. Op de Rode lijst van de IUCN heeft deze soort de status niet bedreigd.